# كيث هوغ
كيث هوغ (بالإنجليزية: Keith Hogg)‏ (27 يناير 1980 في المملكة المتحدة - ) هو مدرب كرة قدم ولاعب كرة قدم بريطاني في مركز الدفاع. لعب مع هاميلتون أكاديميكال وArthurlie F.C. ‏ وBathgate Thistle F.C. ‏ وجلينفتون أثلتيك ‏ وKilsyth Rangers F.C. ‏ ولينليثغو روز ‏ ونادي آير يونايتد.

## وصلات خارجية
- كيث هوغ على موقع Soccerbase.com (لاعب) (الإنجليزية)